# 大管马先蒿
大管马先蒿（学名：Pedicularis macrosiphon）为列当科马先蒿属的植物，为中国的特有植物。分布在中国大陆的云南、四川等地，生长于海拔1,200米至3,400米的地区，一般生长在沟边、山沟阴湿处及林下，目前尚未由人工引种栽培。
其种加词“macrosiphon ”意为“具长管的”、“具长筒的”。